# Mielichhoferia glomerata
Mielichhoferia glomerata là một loài Rêu trong họ Bryaceae. Loài này được (Mitt.) Ochi mô tả khoa học đầu tiên năm 1970.